# 松森駅 (名鉄)
松森駅（まつもりえき）は、かつて岐阜県美濃市にあった名古屋鉄道美濃町線の駅。

## 歴史
美濃町線の前身である美濃電気軌道の駅として、1911年の路線開通と同時に開業した。当駅を含む新関駅 - 美濃駅間は美濃町線の他の区間に先立ち1999年4月1日に廃止され、当駅もこれとともに廃駅となった。並行する長良川鉄道越美南線には、代替として同名の松森駅が同じ日に開業している。
- 1911年（明治44年）2月11日 - 美濃電気軌道の神田町駅（のちの岐阜柳ヶ瀬駅） - 上有知駅（のちの美濃駅）間の開通と同時に開業[2]。
- 1930年（昭和5年）8月20日 - 美濃電気軌道が名古屋鉄道（初代。同年中に名岐鉄道に改称し、1935年より名古屋鉄道に再改称）に合併。同社の美濃町線の駅となる[2]。
- 1948年（昭和23年）11月1日以前 - 無人化[3]。
- 1999年（平成11年）4月1日 - 美濃町線の新関駅 - 美濃駅間の廃止に伴い廃駅[4]。

## 駅構造
住宅地の裏手に単式1面1線の小さなホームがある、簡素な構造であった。
なお、この駅から美濃駅方の区間は幾度となくルートの付け替えが行われている区間でもあり、廃止時のルートは3代目である。

### 配線図
| ← 徹明町方面 | 松森駅 構内配線略図 | → 美濃駅 |
| 凡例 出典:   |                     |          |

## 利用状況
- 『名古屋鉄道百年史』によると1992年度当時の1日平均乗降人員は101人であり、この値は岐阜市内線均一運賃区間内各駅（岐阜市内線・田神線・美濃町線徹明町駅 - 琴塚駅間）を除く名鉄全駅（342駅）中336位、 美濃町線日野橋 - 美濃間（14駅）中14位であった[1]。

## 駅跡
駅は長良川鉄道越美南線の松森駅から北西に約200メートル前後の位置に存在していた。岐阜県道343号富加美濃線の傍らにある跡地にはホームの段が残っており、駅周辺の路線跡は、ちんちん電車の遊歩道として整備されている。

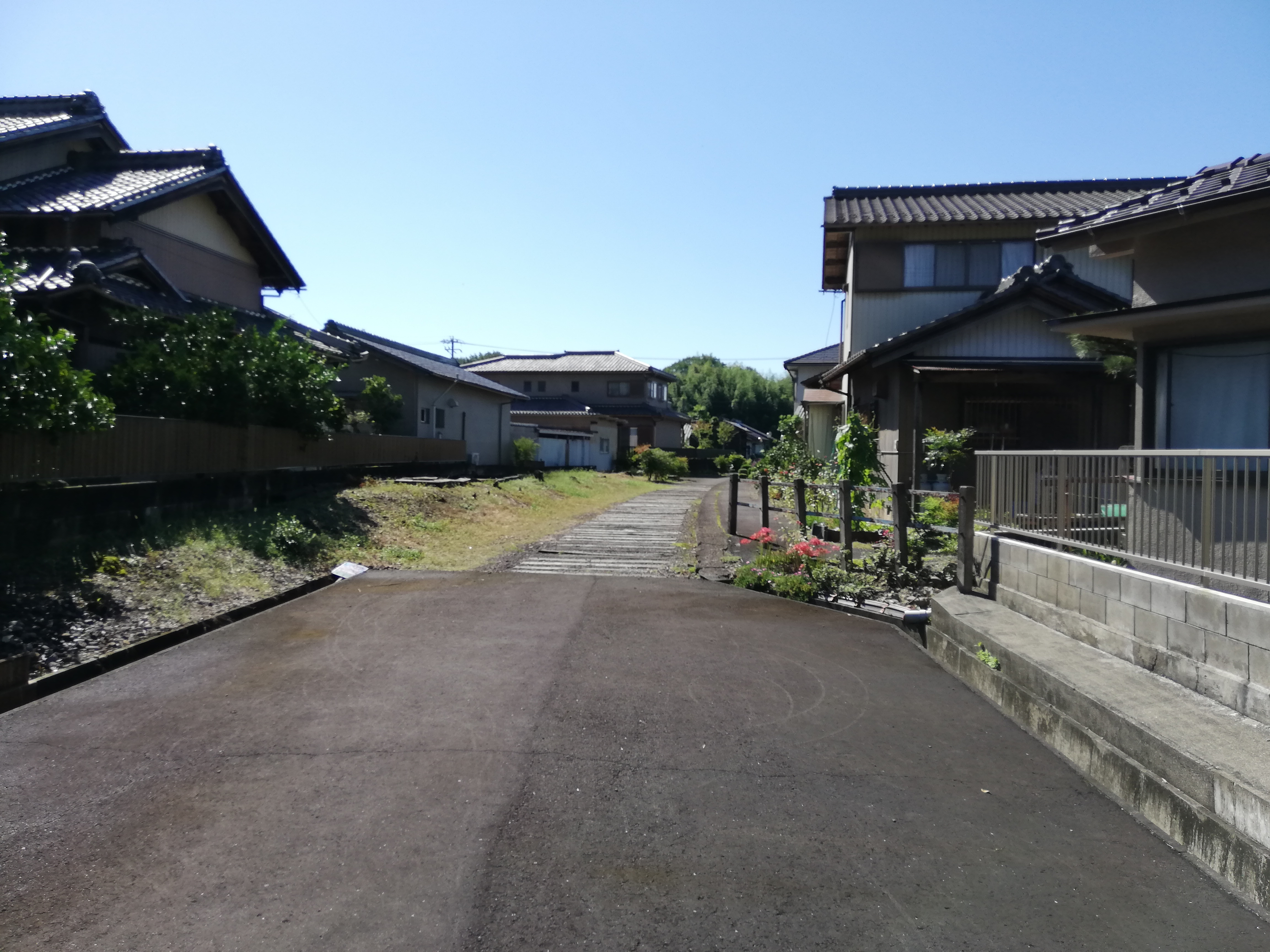
遊歩道化された廃線跡（2020年10月）
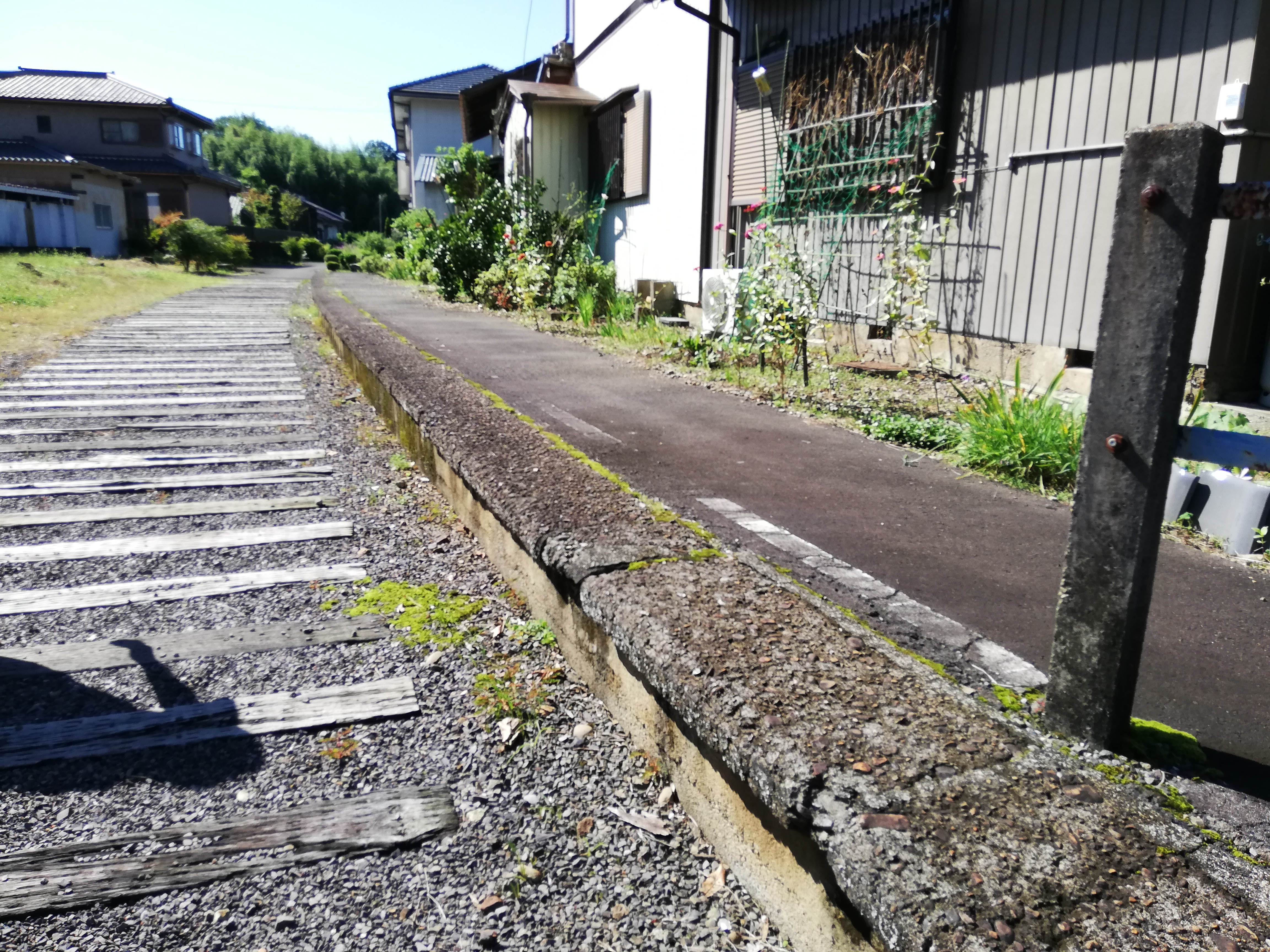
ホーム跡（2020年10月）

## 隣の駅
名古屋鉄道
美濃町線
神光寺駅 - 松森駅 - 美濃駅
- 1960年までは隣の美濃駅との間に美濃町駅前駅が存在した。